# Kit je nestao
Kit je nestao je epizoda serijala Mali rendžer (Kit Teler) obјavljena u Lunov magnus stripu #234. Epizoda je objavljena premijerno u bivšoj Jugoslaviji u decembru 1976. godine. Koštala je 8 dinara (0,44 $; 1,1 DEM). Imala je 78 strana. Izdavač јe bio Dnevnik iz Novog Sada. Naslovna strana predstavlja kopiju Donatelijeve naslovnice iz 1971. za originalni #94. Ovo je 1. deo duže epizode koja se nastavila u #235. pod nazivom Mrtvi kanjon.

## Originalna epizoda
Prvi deo epizode je premijerno objavljen u Italiji u svesci #101 pod nazivom Kit e scomaprso objavljena u aprilu 1972. Sveska je koštala 200 lira (0,32 $; 1,27 DEM). Epizodu je nacrtao Frančesko Gamba, a scenario napisao Andrea Lavecolo. Originalne naslovnice nacrtao je Franko Donateli, tadašnji crtač Zagora.

## Kratak sadržaj
Dvojica kauboja, Kondor i Majk, koji prevoze opremu za rudnik Old Red Man zaustavljaju u utvrđenju rendžera. Tokom noći, njih dvojica kidnapuju Kita. Razog je nasledstvo lorda Danhevna koje je dobio iz Velike Britanije (vidi epizode LMS #190-191). Iako je Kit i dalje maloletan, kidnaperi se nadaju da će preko Kitovog oca uspeti da izvuku novac. Frenki kreće u potregu za Kitom. Kidnaperi se skrivaju u duboku pećinu koja istovremeno služi kao indijansko groblje.

## Reprize
U Italiji je ova epizoda reprizirana u  #51. edicije Edizioni If, koja je izašla 14. avgusta 2016. Koštala je €10. U Hrvatskoj je ova sveska pod nazivom Kit je nestao objavljena u 2022. Koštala je 39,9 kuna. U Srbiji je prodavana za 450-490 dinara.

## Prethodna i naredna sveska Malog rendžera u LMS
Prethodna sveska Malog rendžera u LMS nosila je naziv Agavin cvet (#231), a naredna Mrtvi kanjon (#235).